# Chironomus leopardinus
Chironomus leopardinus är en tvåvingeart som först beskrevs av Santos Abreu 1918.  Chironomus leopardinus ingår i släktet Chironomus och familjen fjädermyggor.
Artens utbredningsområde är Kanarieöarna. Inga underarter finns listade i Catalogue of Life.